# (20561) 1999 RE120
A (20561) 1999 RE120 a Naprendszer kisbolygóövében található aszteroida. A LINEAR projekt keretében fedezték fel 1999. szeptember 9-én.